# HP iPAQ hx4700
HP iPAQ hx4700 — карманный компьютер, построенный на базе процессора Intel PXA270 с тактовой частотой 624 МГц; оснащён 64 Мб оперативной и 128 Мб постоянной флеш-памяти. Кроме того, пользователю доступен встроенный флеш-накопитель iPAQ File Store объёмом 80 Мб. Hx4700 оснащён сенсорным дисплеем с разрешением VGA (480×640 точек), отображающим 64 тысячи оттенков цвета. Из коммуникаций присутствуют Wi-Fi 802.11b, Bluetooth и инфракрасный порт, есть и слоты для флэш-карт стандартов Secure Digital (с поддержкой SDIO и MMC) и Compact Flash типа II. Устройство имеет встроенный микрофон, громкоговоритель и выход на наушники. Работает под управлением операционной системы Windows Mobile 2003 Second Edition. В 2005 году было выпущено официальное обновление до Windows Mobile 5. Отличительной особенностью данной модели является применение вместо традиционного джойстика тачпада, который более характерен для ноутбуков. Такое решение в области карманных персональных компьютеров было применено впервые и может считаться достаточно спорным, ввиду того, что для ряда приложений, например, для некоторых игр, использовать тачпад не очень удобно.

## Другие ОС
Для устройства доступны кастомные версии ОС Windows Mobile 6, Windows Mobile 6.1 и Windows Mobile 6.5. Ведётся работа над портированием Linux.